# Onorato di Arles
Onorato di Arles, in francese Honorat d'Arles o anche Honorat de Lérins (Treviri, 370 circa – Arles, 16 gennaio 430), fu vescovo di Arles e fondatore dell'Abbazia di Lerino. È venerato come santo dalla Chiesa cattolica.

## Biografia

### Gli inizi
La data di nascita non è certa. Si ritiene che Onorato sia nato a Treviri nel 370 ma altre fonti parlano di Pertuis nel 380.
Nato comunque in una famiglia dell'aristocrazia gallo-romana, ricevette una formazione classica, nonostante che la sua vocazione religiosa si sia manifestata molto presto, in particolare il suo interesse per la vita monastica.
Questa rinuncia al mondo incontrò l'ostilità della famiglia, soprattutto quella del padre, che fondava tutte le sue speranze nel giovane e brillante figlio. Nonostante gli sforzi paterni per farlo desistere, il giovane Onorato tenne duro.
Onorato si convertì probabilmente all'età di 15 o 16 anni, insieme al fratello maggiore, Venanzio, con il quale intraprese qualche anno dopo un viaggio in Oriente per visitare i luoghi santi di Palestina, Siria ed Egitto. Essi s'imbarcarono a Marsiglia verso il 386, avendo con loro una guida di nome Caprasius. Purtroppo Venanzio morì durante il viaggio ed Onorato, ammalatosi, tornò in Occidente al fine di perseguire la sua ascesi sotto cieli più famigliari.
Dopo un breve soggiorno in Italia, ove egli allacciò relazioni di amicizia con le comunità cristiane del paese, rientrò nella Gallia meridionale per installarsi presto come eremita sul massiccio dell'Esterel e per poi stabilirsi, fuggendo dai troppi visitatori, sulla più piccola delle isole di Lerino, ove fondò un monastero fra il 400 ed il 410 (secondo alcune fonti, nel 404).

### Il monastero di Lerino

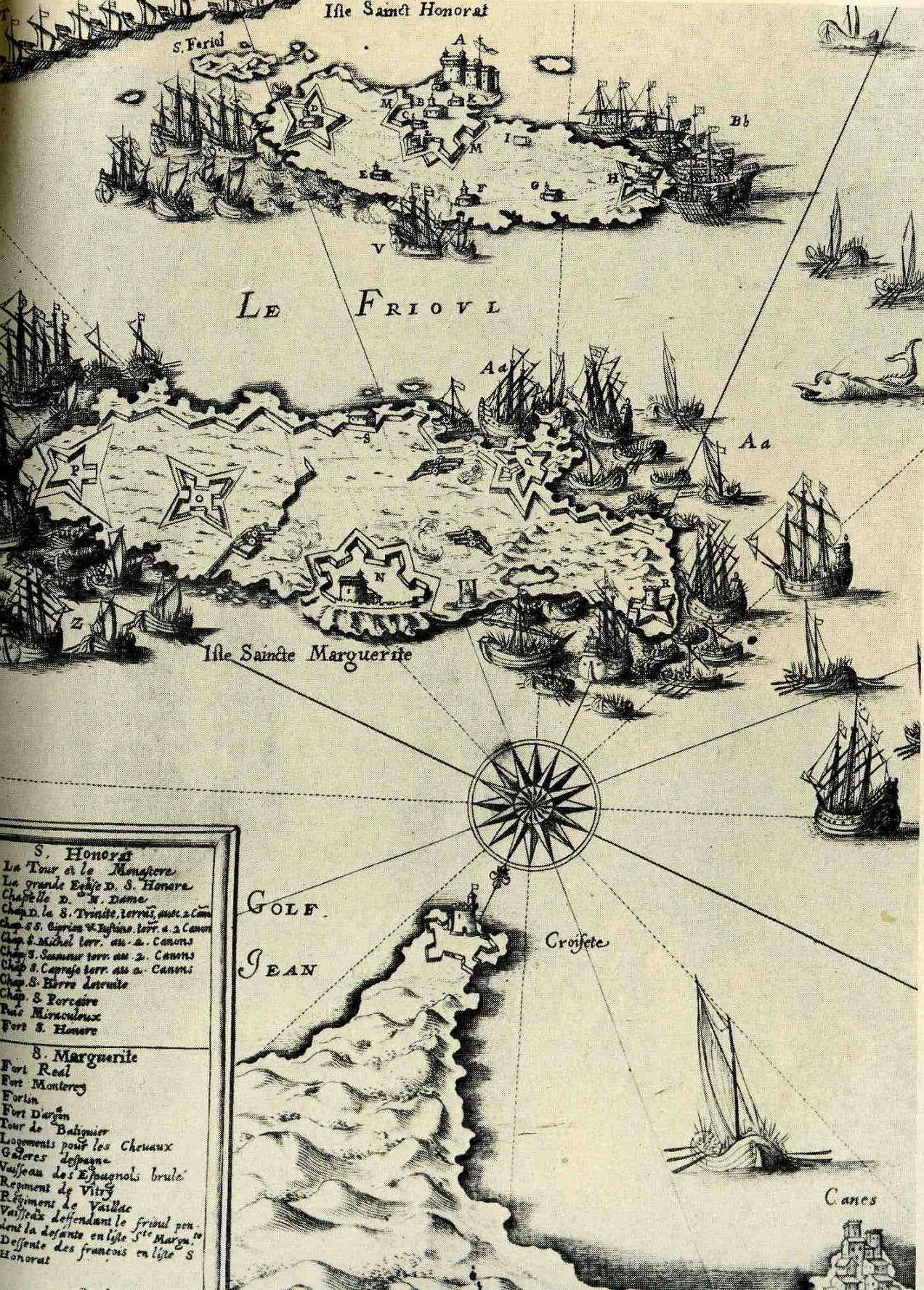
Le isole di Lerino - L'isola di Sant'Onorato in alto

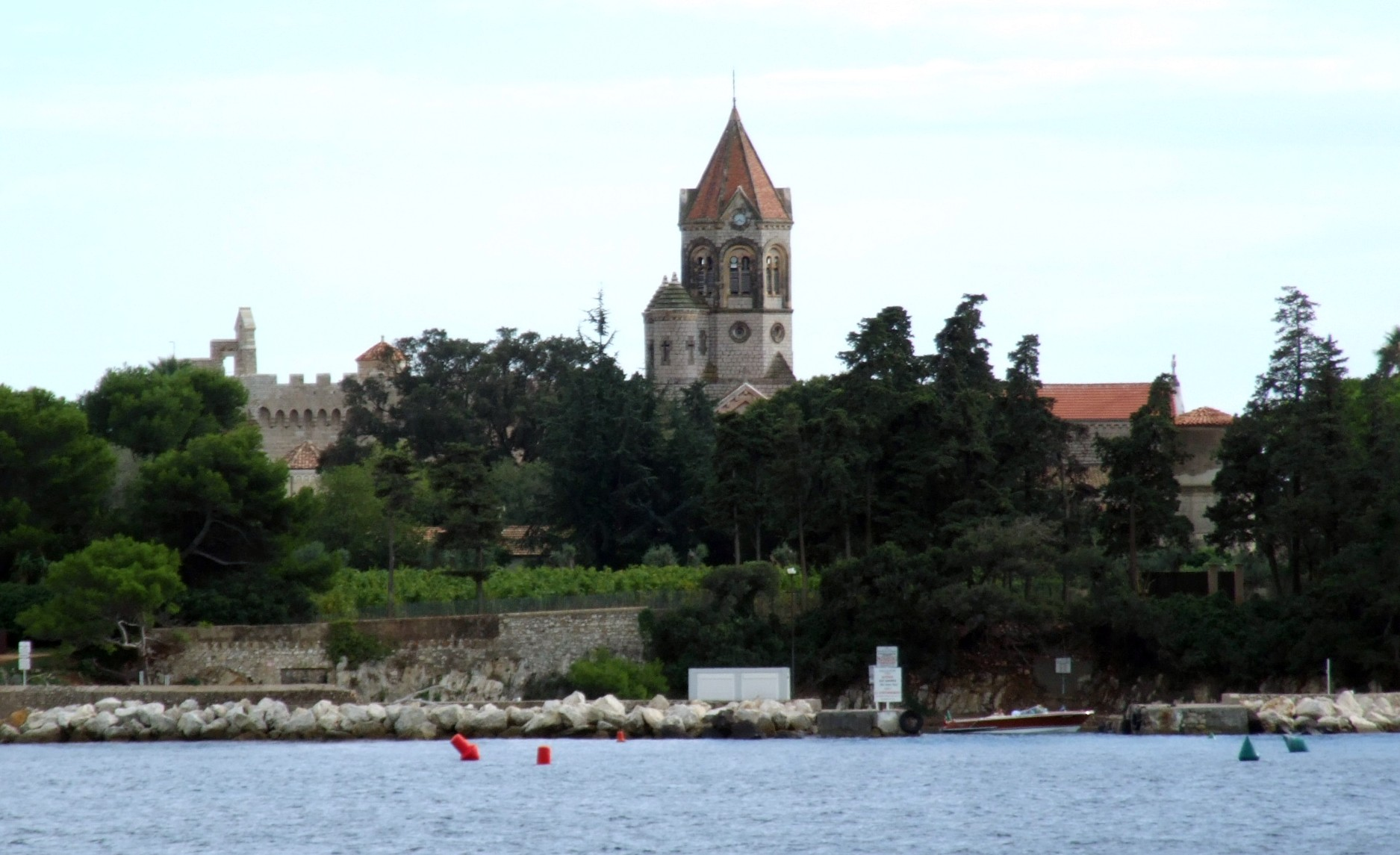
Monastero dell'isola di Sant'Onorato vista dall'isola di Sant Margherita.

Accompagnato da san Caprasio di Lerino e da alcuni altri compagni, giunse all'isola che oggi porta il suo nome e che allora non era altro che una plaga deserta resa inabitabile dalla quantità di serpi che vi abitavano.
Egli se ne sbarazzò, dissodò il terreno, coltivò quel piccolo deserto e vi fondò una comunità. Ordinato prete dal vescovo di Fréjus, Onorato si mise all'opera per far avanzare i suoi discepoli sulla via della perfezione. Nel 427, secondo quanto scrive san Giovanni Cassiano, l'isola divenne un «immenso monastero», la fama di Onorato si estese e la sua abbazia di Lerino divenne un esempio di ascetismo in tutta la Provenza.
Ma tutta questa reputazione si ritorse contro di lui: alla morte del vescovo di Arles egli dovette lasciare la sua isola suo malgrado e sedersi sulla sedia episcopale di Arles.

### L'elezione ad arcivescovo di Arles
In effetti la sua elezione a sorpresa ebbe luogo verso la fine del 426 o all'inizio del 427. Non essendo stato consultato in merito, egli rifiutò in un primo memento questa elezione ed inoltre l'abbazia di Lerino non era così d'accordo di lasciar partire il suo abate. Sant'Ilario dichiarò agli arlesiani:
Chi vi ha dato il desiderio di possedere per voi quest'uomo a detrimento di coloro cui Dio l'aveva concesso nel suo deserto?
Allarmato da questa nomina papa Celestino I scrisse nel 428 a tutti i vescovi del sud-est della Gallia per chiedere loro che in futuro:
In effetti, dopo lunghi mesi di trattativa Onorato accettò l'elezione, probabilmente verso la fine del 427. Ma Arles gli parve talmente temibile, che egli condusse con sé due monaci, San Giacomo di Siria e Sant'Ilario; quest'ultimo, che non sopportava la città, se ne tornò subito a Lerino. Onorato tuttavia continuò a restare attaccato alla sua comunità, cui renderà visita almeno una volta l'anno.

### L'episcopato arlesiano
Al suo arrivo ad Arles Onorato trovò le casse del tesoro piene di ricchezze ammassate dai predecessori. L'ultimo, Euladio, era tuttavia anch'egli un monaco. Secondo Ilario, suo successore e biografo, Onorato non esitò a restituire tutte le ricchezze ai donatori, riservando al vescovato solo lo stretto necessario.
Ilario ci informa pure che Onorato predicava ogni giorno con chiarezza e perspicacia, soprattutto quando dissertava sulla Santissima Trinità.
Dopo due anni di attività episcopale, Onorato morì il 16 gennaio, poco dopo aver terminato le sue preghiere nella cattedrale di Santo Stefano, ad Arles.

## Un culto movimentato

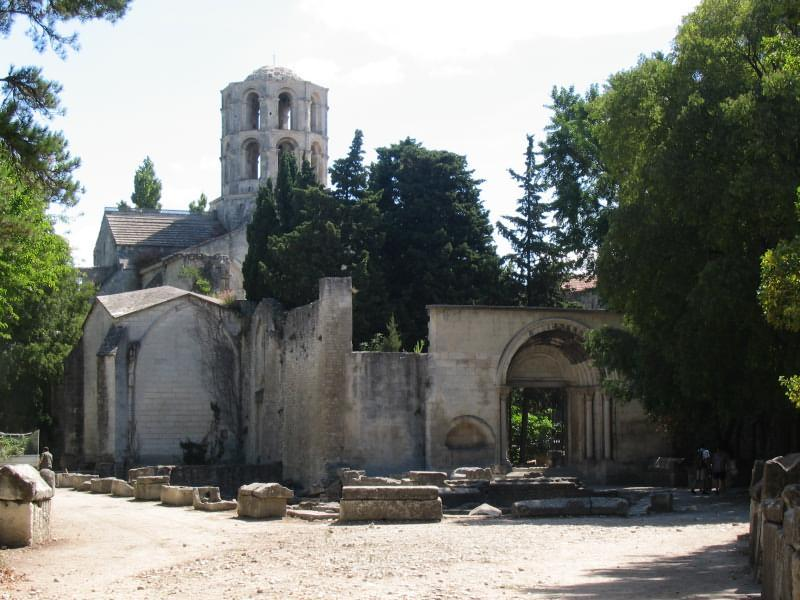
Chiesa di Sant'Onorato degli Alyscamps

Il suo corpo fu condotto, con accompagnamento del popolo, nella cattedrale e dopo la funzione funebre fu solennemente inumato nel cimitero degli Alyscamps. La cronaca riporta una disputa fra i preti della cattedrale di Santo Stefano ed i monaci di Lerino, ciascuna delle parti rivendicando l'onore di reggerne la salma.
Questa fu poi inumata nella cappella di Saint-Genès des Alyscamps, sulla quale fu poi eretta la chiesa di Sant'Onorato, ove la salma giacque fino al XV secolo.
Nel 1390, durante un periodo tormentato dai saccheggi, l'abate di Grenoble offrì a quello di Lerino di recuperare i resti del santo. Questi furono trasferiti il 20 gennaio 1391. Nel 1788 le reliquie di Sant'Onorato furono finalmente consegnate alla diocesi di Grasse.
Sant'Ilario di Arles, suo discepolo e successore, ci ha lasciato uno splendido elogio di Onorato con queste parole:
(Sant'Ilario di Arles)